# Laurel und Hardy: Auf hoher See
Auf hoher See ist ein US-amerikanischer Spielfilm von Laurel und Hardy aus dem Jahr 1940. Es war der letzte Film der beiden im Rahmen der Hal Roach Studios. Auf hoher See hatte seine Premiere am 3. Mai 1940, österreichischer Kinostart war am 17. Juni 1949, während die deutsche Erstaufführung am 22. Dezember 1949 stattfand. In Deutschland hieß er abweichend vom aktuellen Titel im Laufe der Zeit auch „Abenteuer auf hoher See“ und „Immer wenn er Hupen hörte“ bzw. in Österreich „Helden auf hoher See“.

## Handlung
Oliver und Stan arbeiten unter schrecklichen Arbeitsbedingungen in der Qualitätsprüfung einer Hupenfabrik. Regelmäßig werden Arbeiter durch die lauten und nervtötenden Hupgeräusche wahnsinnig. Schließlich erleidet auch Ollie bei der Arbeit einen Nervenzusammenbruch (im Film: „Hornophobie“) und wird vom Manager Mr. Sharp nach Hause geschickt, damit er sich erholen kann. Stan, welcher zusammen mit Oliver in einer Hochhauswohnung lebt, unterstützt diesen während seiner Genesungsphase als Pfleger, verursacht aber wie üblich mehr Chaos, als zu helfen. Sein Arzt Dr. Finlayson verordnet Ollie nach einer gründlichen Untersuchung völlige Ruhe und empfiehlt ihm dafür Ziegenmilch sowie Seeluft, zusammen mit der Ruhe auf der See. Zunächst sträubt sich Ollie jedoch gegen Finlaysons Vorschlag. Als Stans Posaunenlehrer Professor O’Brien ins Hochhaus kommt und Ollie, welcher von einem Streit mit einem schielenden Klempner zurückkehrt (der wegen seines Handicaps eine schlechte Arbeit abgeliefert hat), die Musik von Stan und seinem Lehrer hört, entscheidet er, den Rat seines Arztes anzunehmen. Ollie beschwert sich beim Rezeptionisten, wie der Posaunenlehrer denn ins Haus gelangen konnte, wird jedoch aus Versehen von Stan aus dem Fenster auf die Straße katapultiert.
Da Ollie Angst vor dem offenen Meer hat, mietet Stan im Hafen bei Kapitän McKenzie ein altes seeuntaugliches Boot, die Prickly Heat. Im Hafen können sie laut Stans Meinung auf dem Boot leben und Seeluft einatmen, ohne tatsächlich aufs Meer hinauszufahren. Gefährlich wird es, als der entflohene Mörder Nick Grainger sich auf dem Boot vor der Polizei versteckt und sich das Boot unerwartet vom Hafen löst, weil die mitgebrachte Ziege das Tau durchbeißt, mit dem das Schiff festgemacht ist. Nick bedroht Stan und Ollie mit seiner Waffe, welche er „Nick Jr.“ nennt, und zwingt die beiden, ihm etwas zu essen zu machen. Da aber keinerlei Lebensmittel an Bord sind, versuchen sie eine synthetische Mahlzeit aus einer Schnur, Seife und roter Farbe (Spaghetti mit Tomatensoße und geriebenen Käse), einem Schwamm (gefüllte Krapfen), einem Lampendocht (Speck), Körperpuder (Mehl für Plätzchen) und mit Tabak gebrauten Kaffee herzustellen, mit dem günstigen Nebeneffekt, Nick vergiften zu können. Weil dies jedoch der ungebetene Passagier durch Zufall mitbekommt, müssen die beiden das Essen widerwillig selbst konsumieren. Erst als Stan seine im Schiff liegende Posaune spielen und Ollie, durch seine Hornophobie entfesselt, Grainger niederschlagen kann, wenden sich die Dinge zum Besseren.
Die Hafenpolizei kann Nick Grainger festnehmen, und Stan und Ollie winkt eine Belohnung von 5.000 US-Dollar. Als Stan, auf die Frage, wie es ihnen denn gelungen sei, den Verbrecher zu überwältigen, wieder mit dem Blasinstrument aufspielt, verliert Ollie erneut die Beherrschung und verprügelt schließlich den Captain der Hafenpolizei. So werden sie am Ende selbst gemeinsam mit dem Mörder in eine Zelle gesteckt.

## Hintergrund
Die Arbeiten am Drehbuch dauerten von September bis Oktober 1939, danach wurde mit den Dreharbeiten begonnen. Es war ihr letzter Film für die Hal Roach Studios des Produzenten Hal Roach, welcher Laurel und Hardy im Jahre 1927 als Komikerduo zusammengestellt hatte. Ab Mitte der 1930er-Jahre gab es immer wieder Streit zwischen Laurel und Roach um den künstlerischen Einfluss. Bereits Ende Oktober 1939 hatten Laurel und Hardy zusammen mit Ben Shipman die Laurel & Hardy Feature Productions gegründet. Damit wollten sie bezwecken, eine vollständige Kontrolle über ihre Produktionen zu haben. Allerdings produzierten die Laurel & Hardy Feature Productions niemals einen Film, und Laurel und Hardy bekamen stattdessen einen Vertrag bei MGM. Dort hatten sie im Gegensatz zu ihrer Arbeit bei Hal Roach fast keinen Einfluss mehr auf ihre Filme, welche laut Meinung von Kritikern schwächer wurden.
Der Originaltitel Saps at Sea parodiert den Titel des Abenteuerfilmes Souls at Sea (1937) mit Gary Cooper und George Raft in den Hauptrollen. Eine besonders harte Szene für Laurel war die Endszene, als die beiden die synthetische Mahlzeit essen müssen.

„Mir ging es gut, bis ich anfing, ein Stück Schnur zu schlucken. Es war etwa zwei Fuß lang und als ich es in meinen Mund saugte begann es, mich zu kitzeln und dann zu würgen. Bevor ich fertig war, wäre ich froh gewesen, wenn es mich erhängt hätte.“

Auf hoher See war der letzte Film für den bekannten Stummfilmkomiker Ben Turpin, der einen Cameo-Auftritt als schielender Klempner hat und im Juli 1940 verstarb. Auch für den regelmäßigen Laurel-und-Hardy-Nebendarsteller Harry Bernard, welcher am Ende des Filmes den Captain der Hafenpolizei darstellt, wurde es der letzte Film, er starb im November 1940. Zudem ließen Laurel und Hardy bei ihrem Weggang von Hal Roach beliebte Nebendarsteller wie James Finlayson und Charlie Hall zurück, die hier ihre letzten Auftritte in einem Laurel-und-Hardy-Film haben.

## Rezeption
Winston Churchill sah den Film auf der Prince of Wales, während er zu einem Treffen um die Atlantik-Charta reiste. Er nannte den Film eine „lustige, aber belanglose Unterhaltung“ und zählte ihn zu seinen Lieblingsfilmen.

## Synchronisation
- Für den Kinostart im deutschsprachigen Raum unter dem Titel Auf hoher See wurde 1949 eine Synchronfassung mit Arno Assmann als Stan und Werner Lieven als Ollie hergestellt. Für das Dialogbuch zeichnete Kurt Hinz und Isolde Lange-Frohloff verantwortlich; die Regie übernahm Conrad von Molo. Diese fand bei der Ausstrahlung der kolorierten Fassung des Filmes am 26. Januar 1992 auf Sat.1 Verwendung.[2]
- Eine zweite Fassung entstand 1972 bei der Beta Technik unter dem Titel Immer wenn er Hupen hörte. Heinz Caloue orientierte sich beim neuen Dialogbuch an den Texten der ersten Fassung und führte auch Regie. Hanns Dieter Hüsch sprach ein- und überleitende Kommentare. Stan wurde von Walter Bluhm und Ollie von Bruno W. Pantel gesprochen.[2]
- 1975 entschloss sich das ZDF, alle Spielfilme in der Reihe Lachen Sie mit Stan und Ollie zu senden und für diesen Anlass die Filme erneut einzudeutschen. Stan wurde hier wieder von seiner gewohnten deutschen Stimme Walter Bluhm gesprochen, die Sprechrolle von Ollie übernahm Michael Habeck. Buch und Dialogregie übernahm Wolfgang Schick; die Musik stammte von Fred Strittmatter und Quirin Amper Jr.[2]